# オレクシー・チェルニショフ
オレクシー・ミハイロヴィチ・チェルニショフ（ウクライナ語: Чернишов Олексій Михайлович）は、ウクライナの実業家、投資家、政治家。2024年12月3日から2025年7月16日まで国家団結相兼副首相を務めた。

## 経歴
1999年、ハルキウ人道大学「ウクライナ人民アカデミー」を卒業し企業経済学の学位を取得、また1999年にアメリカのペンシルベニア州プロジェクトマネジメント研究所で「プロジェクトマネジメント」プログラムを専攻。2002年、ヤロスラフ・ザ・ワイズ国立法科大学を卒業し法学の学位を取得。
チェルニショフは直接投資の誘致、資産形成・運用、投資銀行業務を手掛け、大手国際金融機関と提携している投資会社「VI2 Partners」の創設者である。また、キーウへの投資誘致と文化プロジェクトの支援を専門とするキーウ・ビジョン財団の創設者でもある。
2019年10月28日、ウォロディミル・ゼレンスキー大統領よりキーウ州知事に任命された。
2020年3月4日、シュミハリ内閣のコミュニティ・地域開発相に任命された。2022年11月3日にウクライナ最高議会より同職の辞任を受理された。
2022年11月4日、ウクライナ政府よりナフトガス・ウクライナの取締役会長に任命された。
2024年12月3日、シュミハリ内閣の国家団結相兼副首相に任命された。
2025年7月16日、シュミハリ内閣総辞職により国家団結相兼副首相を解任された。

## 汚職疑惑
2025年6月23日、ウクライナ国家汚職対策局は、チェルニショフが汚職に関わった疑いがあると公表した。同局によると、チェルニショフには職権乱用及び、自身と第三者のために特別に多額の違法な利益を得た疑惑がある。これに先立ち同月13日、国家汚職対策局は建設分野の大規模な汚職取引を摘発したと発表。その際、国家汚職対策局は、この取引には当時の地域開発省の元高官らが関与していたと伝えていた。